# Sufjan Stevens
Pour les articles homonymes, voir Stevens.
 (février 2022).
Si vous disposez d'ouvrages ou d'articles de référence ou si vous connaissez des sites web de qualité traitant du thème abordé ici, merci de compléter l'article en donnant les références utiles à sa vérifiabilité et en les liant à la section « Notes et références ».
Sufjan Stevens, né le 1er juillet 1975 à Détroit (Michigan), est un auteur-compositeur-interprète américain.
Il est connu pour ses chansons qui portent autant attention aux textes qu'à l'instrumentation. Il joue de plusieurs instruments, avec une préférence pour le banjo. Il est aujourd'hui un des artistes américains les plus prolifiques et connaît un grand succès critique aux États-Unis.
Sa popularité s'élargit lors de la sortie du film Call Me by Your Name en 2017, grâce à la chanson Mystery of Love qui est nommée pour l'Oscar de la meilleure chanson originale en 2018.

## Débuts

### Enfance
Sufjan Stevens est né en 1975 à Détroit dans le Michigan, où il a vécu jusqu'à l'âge de neuf ans, avant que sa famille ne déménage à Petoskey, toujours dans le Michigan. Là-bas, il intègre la Harbor Light Christian School ainsi que la prestigieuse Interlochen Arts Academy. Il poursuit ensuite son cursus à l'université de Hope College, située à Holland, Michigan. Il est ensuite diplômé d'un master of fine arts à la New School de New York.
Son prénom, Sufjan, est d'origine arabe et a été emprunté à Abu Sufyan, un éminent personnage de l'histoire islamique. Ce nom lui a été donné par le fondateur de Subud, une communauté spirituelle non religieuse et multiconfessionelle, à laquelle ses parents appartenaient à l'époque. « Sufjan » signifie « venu avec une épée ». Les parents de Sufjan Stevens lui ont par la suite proposé de changer de prénom, mais il n'arrivait pas à en choisir un qu'il aimait ; ces derniers ont par la suite avoué qu'ils n'avaient de toute façon pas l'argent nécessaire pour faire le changement. Sufjan Stevens a par ailleurs un frère, Marzuki, marathonien

### Musicalité
Jouant de nombreux instruments, Sufjan Stevens est particulièrement connu pour son utilisation du banjo, mais il joue également de la guitare, du piano, de la batterie, et de plusieurs autres instruments. Il joue de chacun d'eux sur ses albums à l'aide d'un enregistrement multipiste. À l'école, il a étudié le hautbois et le cor anglais, qu'il joue également sur ses albums. Cette multitude d'instruments se retrouve dans ses compositions qui ont des sonorités proches de la musique symphonique, même si on peut qualifier la plupart de ses compositions d'assurément folk.
Beaucoup de ses chansons ont des allusions spirituelles. À ce propos, Sufjan Stevens dit qu'il n'essaie pas de faire de la musique pour prêcher :

« Je ne pense pas que la musique soit l'endroit pour les discussions théologiques. Je pense que j'ai dit des choses et chanté sur des choses alors que ce n'était pas approprié, alors que ce n'était pas le bon endroit. Je pense que je ne suis pas apte à faire des revendications ou des déclarations, parce que c'est souvent mal interprété. Certains thèmes et certaines convictions sont destinés aux conversations privées. »

Sufjan Stevens habite actuellement à Kensington, quartier de Brooklyn, à New York, où il s'occupe de son label Asthmatic Kitty Records.

## Carrière

### 1996-2002: premiers pas
Sufjan Stevens commence sa carrière dans la musique à la fin des années 1990 en tant que membre de Marzuki, un groupe de folk rock basé à Holland, dans le Michigan. Avec eux, il sort deux albums, en 1996 et 1998. En 2000, alors à l'université, il écrit et enregistre son premier album solo, A Sun Came, qui est distribué par Asthmatic Kitty Records, une maison de disques qu'il fonde avec son beau-père, Lowell Brams.
Il raconte le début de sa vie adulte et sa passion pour la musique :

« À l'université, quand j'ai appris à jouer de la guitare, j'ai commencé, comme exercice, à écrire des chansons (très mal faites) à la même manière dont Henry Ford produisait des automobiles : à la chaîne. J'ai écrit des chansons pour les jours de la semaine (pauvre lundi !). Des chansons pour les planètes (pauvre Pluton !). Des chansons pour les apôtres (Pauvre Judas !). Et enfin, quand tout avait échoué, j'ai commencé une série de chansons sur les noms. Chaque morceau était une rumination musicale, rhétorique et philosophique sur tous les noms possibles que j'avais imaginé des années auparavant quand mes parents m'ont proposé de changer mon propre nom. Bon Dieu ! Je chantais ces chansons en privé, dans mon dortoir, derrière les portes scellées et les bouches d'aération bouchées par des oreillers, pour que personne ne puisse m'entendre. »

Il déménage ensuite à New York, où il est accepté dans un cours d'écriture à la New School for Social Research. En 2001, toujours à New York, Sufjan Stevens compose et enregistre son deuxième album, Enjoy Your Rabbit, un concept-album d'electronica fondé sur les animaux du zodiaque chinois.

### 2002-2006: le projet des cinquante états

#### Michigan, à fleur de peau

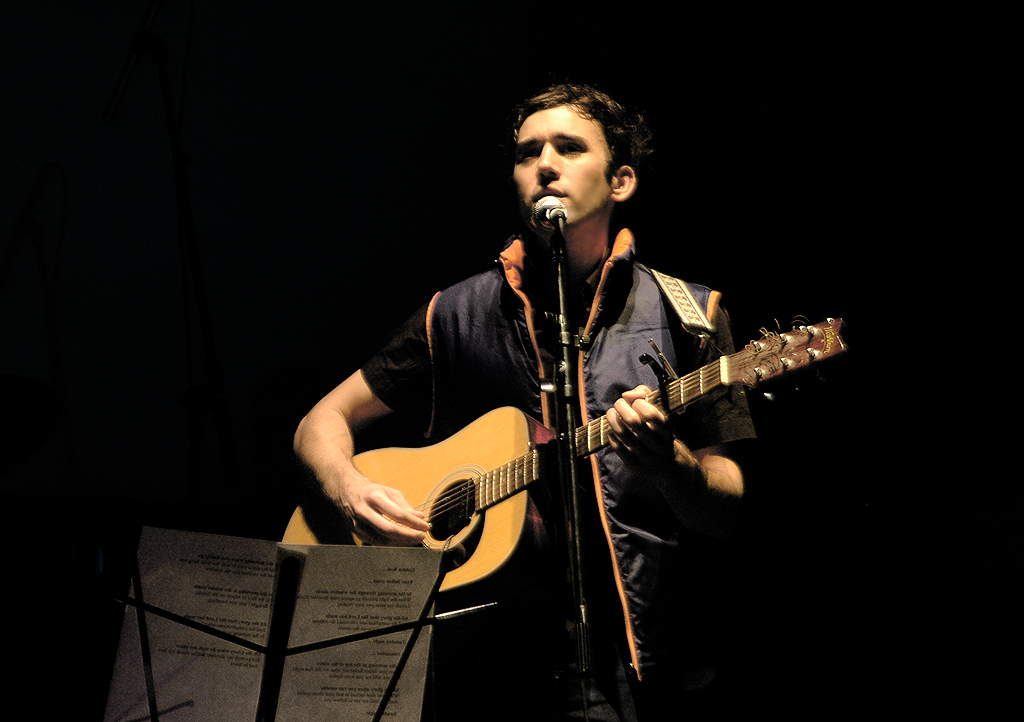
Sufjan Stevens lors des Independent Music Awards, au Webster Hall, à New York.

Par la suite, Sufjan Stevens travaille sur son premier album faisant partie d'un grand projet ayant pour vocation de dédier un disque à chacun des États-Unis d'Amérique. Le premier de la série, Michigan, est une ode à la région natale du chanteur, aux villes comme Détroit ou Flint, à la péninsule supérieure, ou encore aux chutes Tahquamenon. Entre descriptions pittoresques et descriptions de personnages, Sufjan Stevens s'ouvre comme jamais à travers ses compositions et fait passer un message de foi, de chagrin et d'amour. L'auteur-compositeur avoue ne pas avoir anticipé que l'album se concentre sur l'État du Michigan, et c'est en écrivant les chansons qu'il s'est rendu compte de leur lien.
Après la sortie de Michigan en 2003, et fort de critiques positives, Sufjan Stevens compile une collection de chansons précédemment enregistrées, qui devient l'album de folk chrétienne Seven Swans, édité en 2004. Dans ce disque, il revient sur des passages de la Bible tout en leur insufflant une dimension de vécu personnel.

#### Illinoisou la consécration
Toujours en 2004, Sufjan Stevens poursuit son projet des cinquante états avec le deuxième opus. Il passe six mois à faire des recherches sur l'histoire de l'État de l'Illinois qui deviennent des compositions pour son Illinois, un album chargé de références historiques et culturelles d'une durée de plus de soixante-dix minutes aux titres de chansons les plus extravagants et longs les uns que les autres. Il explore dans cet album des sujets variés, tels que les villes de Chicago, Decatur et Jacksonville, l'exposition universelle de 1893, la fête fédérale rendant hommage à Casimir Pulaski, le poète Carl Sandburg, ou encore le tueur en série John Wayne Gacy.
Cet album offre une grande notoriété à Sufjan Stevens. Les revues Pitchfork, Billboard, Entertainment Weekly, Rolling Stone, The New York Times ou The Guardian parlent unanimement du « meilleur album de l'année ». À ce titre, Illinois est récompensé par plusieurs prix lors des PLUG Independent Music Awards de 2006 : meilleur album, meilleur artiste et meilleure pochette d'album.
En 2006, Sufjan Stevens annonce la sortie d'un nouvel album intimement lié à Illinois, puisqu'il s'agit de vingt-et-un titres issus des sessions d'enregistrement de ce dernier, qui n'avaient pas pu être intégrées à l'album. The Avalanche sort pendant l'été 2006, et remporte également un grand succès critique.
Cependant, l'avenir du projet des cinquante états semble compromis, puisque Sufjan Stevens lui-même avoue qu'il y avait une part de plaisanterie : « C'était plutôt une blague pour voir si les gens allaient y prêter attention. » Il n'a pas été clair sur ses intentions quant à une suite avec un troisième état.

### 2006-2010: une nouvelle direction

#### La pauseSongs for Christmas
Fin 2006, un coffret de cinq disques, Songs for Christmas, est édité. Il s'agit d'une collection d'enregistrements de chansons de Noël que Stevens a enregistré chaque année, depuis 2001 (excepté 2004), pour offrir à ses proches. Sufjan Stevens avoue avoir initié ce projet afin de s'exercer à davantage apprécier Noël. Il avait par ailleurs déjà proposé les trois premiers disques en téléchargement gratuit sur son site Internet, et le succès l'a alors incité à sortir la collection complète en CD.

#### Des collaborations diverses
Les deux années suivantes ne sont pas très productives en matière d'albums pour Sufjan Stevens, qui tarde à revenir avec un nouvel opus, aussi son dernier vrai projet date-t-il de 2005. Cependant, 2007 et 2008 sont des années fructueuses en matière de collaborations pour l'artiste.
Ainsi, en avril 2007, Sufjan Stevens fait des apparitions surprises aux concerts de Rosie Thomas, avec laquelle il a collaboré sur l'album These Friends of Mine, un an plus tôt. Il s'improvise pianiste sur l'album Boxer de The National, joue de nombreux instruments sur All This Could Kill You de Ben + Vesper, et joue du hautbois et chante sur Noise in You de David Garland.
Stevens enchaîne les collaborations, notamment avec Serena Maneesh et Will Stratton. Au cours des années, il fait également des reprises de Tim Buckley (She Is), Joni Mitchell (Free Man in Paris), Daniel Johnston (Worried Shoes), John Fahey (Variation on Commemorative Transfiguration and Communion at Magruder Park), The Innocence Mission (The Lakes of Canada), Bob Dylan (Ring Them Bells) et The Beatles (What Goes On). La plupart sortent sur des compilations.

#### De nouveaux matériaux, de nouveaux horizons
En 2007, la Brooklyn Academy of Music demande à Sufjan Stevens de créer une symphonie ayant pour sujet la Brooklyn-Queens Expressway, la tristement célèbre autoroute new-yorkaise. Sufjan Stevens et son orchestre, composé d'une trentaine de personnes, proposent trois représentations en novembre de la même année.
En octobre 2009, le projet, The BQE, ressort sous la forme « d'une grande franchise créative, comprenant un film, une symphonie, une BD, une dissertation, des photos, du graphisme et un film en 3D dans lesquels les interrogations du compositeur sur l'un des paysages les plus laids de New York s’étend athlétiquement dans des formules qui vont plus loin que la chanson elle-même. » Le même mois sort Run Rabbit Run, un album qui reprend les compositions de Sufjan Stevens sur son Enjoy Your Rabbit, celles-ci ré-orchestrées et interprétées par le quatuor à cordes Osso. Les deux albums sont salués par la critique, qui ne parlent cependant que d'un retour en demi-teinte, sans un réel concept-album en vue.
Pendant la même période, Sufjan Stevens organise une série de concerts aux États-Unis, où il interprète de nouveaux morceaux totalement inédits, semblant se rediriger vers ses premiers amours, c'est-à-dire une musique entre la musique folk, l'electronica et l'orchestral. Cependant, lors de récentes interviews, l'auteur-compositeur fait part de certains doutes :

« J'en suis arrivé à un point où je n'ai plus un désir profond de partager ma musique avec tout le monde, après avoir passé des années à transmettre mes chansons au public. J'ai un grand respect pour la dynamique sociale de la musique - c'est-à-dire qu'elle doit être partagée avec les autres, qu'elle rassemble les gens - mais j'ai maintenant l'impression que quelque chose de personnel est irrévocablement perdu dans le procédé. »

### 2010-2011: un retour sur le devant de la scène

#### All Delighted People
Le 20 août 2010, à la surprise générale, Sufjan Stevens sort un album de soixante minutes, All Delighted People, construit autour de la chanson éponyme. Le disque est constitué d'un mélange de folk et d'electronica, mélangeant ainsi sonorités des albums passés et du futur album, qui est annoncé dans la foulée de la sortie de ce LP.

#### The Age of ADZ
En octobre 2010, Sufjan Stevens sort un nouvel album, inspiré par la vie et les œuvres de Royal Robertson, et composé de onze titres. Le dernier, Impossible Soul, d'une durée de vingt-cinq minutes, pousse à l'extrême les recherches sonores déjà entreprises dans les dix morceaux qui le précèdent : brassage des sons, mélange d'influences musicales, etc.
Sufjan Stevens revient alors sur le devant de la scène et propose une tournée nord-américaine à la fin 2010, suivie de dates australiennes début 2011, tandis qu'une tournée européenne se tient au cours du printemps 2011. Une tournée de Age of Adz radicalement différente de celles qu'il a fait jusqu'alors. Éclairages, chorégraphies, mise en scène, costumes... Sufjan Stevens désire proposer un concert complet et une expérience en soi-même.
Le chanteur explique alors son choix de revenir à la musique après quelques années de latence :

« J'ai réalisé que je n'ai pas le choix. Je suis fait pour ça, j'ai des penchants naturels pour la composition de chansons. C'est mon métier, j'ai une carrière et une responsabilité envers ma musique. J'ai donc décidé d'agir en conséquence, de reprendre mes instruments et de faire le meilleur travail possible, en dépit de mon ressenti. »

Il donne également des détails sur le changement de sonorités entrepris :

« Je portais le fardeau du poids conceptuel de mes albums précédents. Je voulais être direct, et c'était donc nécessaire de faire les choses différemment. Age of Adz est bien plus personnel, parce que je n'avais pas de direction précise, je m'en remettais à mes propres instincts, mes propres impulsions émotionnelles. »

Sa tournée achevée à l'été 2011, l'artiste entreprend de retourner en studio dans un futur proche et de retourner vers le folk :

« J'ai toujours le sentiment d'avoir beaucoup à apprendre dans le domaine de l'expérimentation sonore, et j'aimerais me tourner davantage vers le bruit et l'étrange, l’agressif et le bouleversement, mais je ne crois pas que cela soit adapté au grand public. Je pourrais m'y exercer en privé, passer du temps seul à produire ces sons, et à un moment donné retourner vers la composition de chansons. Mon impératif, mon objectif, c'est la composition. Avec Age of Adz, j'ai pris un petit détour. J'apprécierais retourner vers l'écriture de chansons. »

### 2015:Carrie & Lowell
Le 12 janvier 2015 Sufjan Stevens annonce via Asthmatic Kitty Records la sortie d'un nouvel album intitulé Carrie & Lowell pour le 30 mars 2015. Le premier single tiré de l'album, No Shade In The Shadow Of The Cross, sort le 16 février 2015.
L'album rencontre un grand succès, obtenant 9,3 de Pitchfork, un score de 90 sur Metacritic ou encore 5/5 de la part des Inrocks.
Asthmatic Kitty Records annonce par la suite une tournée nord-américaine et européenne.
En novembre 2017, Stevens dévoile une mixtape, The Greatest Gift. Elle rassemble « différents morceaux [revisités] de Carrie & Lowell », ainsi que des démos à l'Iphone des titres John My Beloved et Carrie & Lowell et des chansons inédites.

### 2017:Call me by your name(Appelle-moi par ton nom)
En 2018, sa chanson Mystery of love est en nomination aux Oscars pour la meilleure chanson originale, dans le film Call Me by Your Name (Appelle-moi par ton nom, 2017), où Sufjan Stevens contribue à plusieurs moments à la trame musicale.
En novembre de la même année, il publie un album de Noël intitulé Lonely Man of Winter, composé d'une chanson du même nom, créée en 2007 mais jamais sortie auparavant.

### 2019:Love YourselfetWith My Whole Heart
Le 29 mai 2019, Sufjan Stevens a dévoilé deux nouveaux titres via les plateformes de streaming ainsi que sur la chaîne Youtube d'Asthmatic Kitty Records. Intitulées Love Yourself et With My Whole Heart, ces chansons ont été enregistrées à l'occasion du mois des fiertés LGBT selon le compte Twitter d'Asthmatic Kitty Records. Deux autres versions du titre Love Yourself sont disponibles à l'écoute : une version démo datant de 1996, ainsi qu'une courte reprise instrumentale. Selon un site web créé dans le but de promouvoir ces chansons, Love Yourself est issu d'une ébauche datant « d'il y a 20 ans », tandis que With My Whole Heart est une composition plus récente.
En parallèle, il a été annoncé que les quatre titres seraient compilés sur un vinyle à paraître le 28 juin 2019. Un tee-shirt dessiné par Stevens pour le mois des fiertés LGBT a également été dévoilé. Une partie de l'argent récolté grâce aux chansons et au tee-shirt doit être reversée à deux associations LGBT.

## Vie privée
En octobre 2023, Sufjan Stevens fait son coming out gay et rend hommage à son partenaire, Evans Richardson, décédé au mois d'avril.

## Prix et nominations
| Année | Prix                          | Catégorie                                        | Œuvre nommée      | Résultat |
| ----- | ----------------------------- | ------------------------------------------------ | ----------------- | -------- |
| 2006  | PLUG Independant Music Awards | Album de l'année                                 | Illinois          | Victoire |
| 2006  | PLUG Independant Music Awards | Artiste masculin de l'année                      | Lui-même          | Victoire |
| 2007  | PLUG Independant Music Awards | Artiste masculin de l'année                      | Lui-même          | Victoire |
| 2018  | Gold Derby Awards             | Meilleure chanson                                | Visions of Gideon | Nommée   |
| 2018  | Gold Derby Awards             | Meilleure chanson                                | Mystery of Love   | Victoire |
| 2018  | Academy Awards                | Meilleure chanson originale                      | Mystery of Love   | Nommée   |
| 2018  | Critics' Choice Awards        | Meilleure chanson                                | Mystery of Love   | Nommée   |
| 2019  | Grammy Awards                 | Meilleure chanson écrite pour une œuvre visuelle | Mystery of Love   | Nommée   |

## Discographie

### EP
- 2001 : Noel
- 2002 : Hark!
- 2003 : Ding! Dong!
- 2005 : An Album Club Exclusive
- 2005 : Joy
- 2006 : Peace
- 2006 : Gloria!
- 2007 : I Am Santa's Helper
- 2008 : Infinity Voyage
- 2009 : Let It Snow!
- 2010 : All Delighted People
- 2010 : Christmas Unicorn
- 2012 : Hit & Run Vol. 1
- 2019 : Love Yourself

### Musique de film et séries
- 2018 : Call Me by Your Name
- 2019 : The Politician

### Participation à des compilations
- All Delighted People (Eye of the Beholder Vol.1, Track Records, 3 octobre 2000)
- Woman at the Well, (Year of the) Ox, et Far Physician's Son (8.21. A Blue Bunny Compilation, Blue Bunny Records, 2000)
- Damascus (Seen/Unseen, Absalom Recordings, septembre 2001)
- The First Full Moon, God'll Ne'er Let You Down, Bushwick Junkie, I Can't Even Lift My Head (To Spirit Back The Mews, Asthmatic Kitty, 2002)
- For The Widows In Paradise, For The Fatherless In Ypsilanti (Rough Trade Shops: Counter Culture 03: Best Of 2003, Rough Trade, février 2004)
- Borderline (Hope Isn't a Word, Comes With a Smile, 2004)
- To Be Alone With You (Music from the OC: Mix 4, Warner Bros. Records/Wea, 2005)
- What Goes On (This Bird Has Flown - A 40th Anniversary Tribute to the Beatles' Rubber Soul, Razor & Tie, octobre 2005)
- She Is (Dream Brother: The Songs of Tim and Jeff Buckley, Full Time Hobby, octobre 2005)
- Opie's Funeral Song (Mews Too: An Asthmatic Kitty Compilation, Asthmatic Kitty, février 2006)
- Variation on 'Commemorative Transfiguration & Communion at Magruder Park' (I Am the Resurrection: A Tribute to John Fahey, Vanguard Records, février 2006)
- The Friendly Beasts (See You on the Moon! Songs for Kids of All Ages, Paper Bag Records, mars 2006)
- Adlai Stevenson (The Sound the Hare Heard, Kill Rock Stars, mai 2006)
- Chicago et No Man's Land (Little Miss Sunshine, réalisé par Jonathan Dayton et Valerie Faris, août 2006)
- Casimir Pulaski Day (Guitar And Voice For Rainy Days, Volume 2, Your Musicland, 2006)
- Free Man in Paris (A Tribute to Joni Mitchell, Nonesuch Records, avril 2007)
- Ring Them Bells (I'm Not There: Original Soundtrack, Columbia Records, 2007)
- Decatur, Or, Round of Applause for your Stepmother! (Folk Off: New Folk And Psychedelia From The British Isles And North America compilé par Rob Da Bank, Sunday Best, 2006)
- In the Words of the Governor (The Believer, juin 2007)[14]
- You Are the Blood (Dark Was the Night, 4AD, février 2009)
- Mystery of Love, Visions of Gideon et Futile Devices (Call Me by Your Name, réalisé par Luca Guadagnino, 2017)

### Collaborations
- Serena Maneesh de Serena Maneesh (HoneyMilk Records, août 2005) (Sufjan Stevens - flûte, marimba)
- Done Gone Fire de Liz Janes (Asthmatic Kitty Records, septembre 2005) (Sufjan Stevens - producteur et artiste)
- What's The Remedy? de Half-handed Cloud (Asthmatic Kitty Records, octobre 2005) (Sufjan Stevens - producteur et artiste)
- What the Night Said de Will Stratton (2005-2007)
- These Friends of Mine de Rosie Thomas (Sub Pop, décembre 2006) (Sufjan Stevens - producteur et artiste)
- Racing Like a Pro et Ada dans Boxer de The National (Beggars Banquet Records, mai 2007) (Sufjan Stevens - piano)
- Welcome to the Welcome Wagon de The Welcome Wagon (Asthmatic Kitty Records, décembre 2008)
- Pity Dance et Around The Lion Legs dans Heavy Ghost de DM Stith (Asthmatic Kitty Records, mars 2009) (Sufjan Stevens - piano, chant, batterie, flûte)
- Alien VS Predator, Romance Cave et Invalid skin avec Gaspar Claus (février 2011)
- Once Upon A Poolside dans First Two Pages Of Frankenstein de The National (4AD, avril 2023) ((Sufjan Stevens - chant)

### Divers
- Michigan Outtakes (d'abord téléchargeable gratuitement en MP3 sur le site de Sufjan Stevens ; maintenant sur l'édition vinyle de Michigan)
- The Dress Looks Nice on You (7″ vinyle single) (Rough Trade, 2004)
- The Lord God Bird (site de National Public Radio, juillet 2005)
- Songs for Christmas, Vol VI: Gloria (décembre 2006, non distribué au grand public)
- Songs for Christmas, Vol VII (décembre 2007, non distribué au grand public)
- The Lonely Man of Winter (Xmas Xchange Contest, décembre 2007, non distribué au grand public)
- Songs for Christmas, Vol VIII: Astral Inter Planet Space Captain Christmas Infinity Voyage (décembre 2008, non distribué au grand public)
- Sofia's Song (avril 2009, sur le blog de Asthmatic Kitty Records)
- Run Rabbit Run, album du Osso String Quartet, ré-orchestration de Enjoy Your Rabbit (en 2009)